# Aeolothrips nitidus
Aeolothrips nitidus är en insektsart som beskrevs av Dudley Moulton 1946. Aeolothrips nitidus ingår i släktet Aeolothrips och familjen rovtripsar. Inga underarter finns listade i Catalogue of Life.